# Rhampholeon boulengeri
Rhampholeon boulengeri là một loài thằn lằn trong họ Chamaeleonidae. Loài này được Steindachner mô tả khoa học đầu tiên năm 1911.